# Александар Човић
Александар Човић (Сарајево, 5. мај 1970), познат и као Ацо Регина, босанскохерцеговачки је музичар и оснивач (вокал и гитариста) групе Регина.

## Фестивали
- 1994. Пјесма Медитерана, Будва — Ружо моја (са групом Регина)
- 1995. Пјесма Медитерана, Будва — Кад ме сан превари (са групом Регина)
- 1995. МЕСАМ - Не могу ти помоћи (са групом Регина), треће место
- 2003. Пјесма Медитерана, Будва — Кораци (соло Александар Човић)
- 2004. Беовизија  — У пролазу (соло Александар Човић)
- 2005. Пјесма Медитерана, Будва — Заборави драга (са групом Регина)
- 2006. Радијски фестивал, Србија — Ником те не дам (са групом Регина)
- 2009. Евросонг — Бистра вода (са групом Регина), девето место
- 2016. Славонија фест CMC 200 — Зуб за зуб(са групом Регина)
- 2019. CMC festival, Водице — Ти си ми ту (са групом Регина)

## Дискографија
Без групе (као Ацо Регина)
- Кораци (2004)